# 파이토리메디이에이션
파이토리메디이에이션(phytoremediation)은 살아있는 식물을 사용하여 위험한 오염 물질로 오염된 토양, 공기 및 물을 정화한다. 이는 "독성 환경 오염 물질을 함유, 제거 또는 무해하게 만드는 적절한 토양 개량 및 농경 기술과 함께 녹색 식물 및 관련 미생물을 사용하는 것"으로 정의된다. 이 용어는 그리스어 phyto(식물)와 라틴어 remedium(균형 회복)을 합친 것이다. 비용 면에서는 매력적이지만, 식물 복원은 오염된 공간을 매립하는 정도까지 심각한 환경 문제를 시정하는 것으로 입증되지 않았다. 한국어로는 식물환경정화, 식물환경복원, 식물이용 정화, 식물재배정화, 식물이용 환경정화, 식물복원법, 식물 정화 기술 등으로 번역된다.
파이토리메디이에이션은 환경에서 요소와 화합물을 농축하고 추가 오염을 일으키지 않고 다양한 화합물을 해독하는 식물의 능력을 활용하는 비용 효율적인 식물 기반 환경 복원 접근 방식으로 제안된다. 농축 효과는 과다축적자라고 불리는 특정 식물이 화학물질을 생체축적하는 능력에서 비롯된다. 교정 효과는 상당히 다르다. 독성 중금속은 분해될 수 없지만 유기 오염물질은 분해될 수 있으며 일반적으로 파이토리메디이에이션의 주요 표적이다. 여러 현장 시험을 통해 환경 정화를 위해 식물을 사용하는 가능성이 확인되었다.

## 같이 보기
- 생분해
- 생물적 환경정화